# サニー・アフタヌーン
「サニー・アフタヌーン」（Sunny Afternoon）は、イギリスのロックバンド キンクスの楽曲。作者は、バンドのメインソングライターであるレイ・デイヴィス。

## 解説
アルバム『フェイス・トゥ・フェイス』に収録されているほか、1967年に発表された彼らのコンピレーションアルバムのタイトル曲としても使用された。イングランドのミュージックホールの雰囲気を強く感じさせる曲調で、また歌詞の面でも注目に値する。1964年から65年にかけてパワーコードを使ったハードなロックでスターダムに躍り出たキンクスが、より洗練された作風（1965年の「ウェル・リスペクテッド・マン」から見られた傾向ではあるが）を確立した作品だといえる。
1966年6月3日にシングルとしてリリースされた。7月にはイギリスのチャートでビートルズの「ペイパーバック・ライター」を追い落とし、2週間1位を記録した。アイルランドでも同年6月18日に1位を記録している。アメリカでは最高14位であった。また、PitchforkのThe 200 Greatest Songs of the 1960sでは200位に選出されている。
プロモーションビデオには、バンドが雪の降る中で演奏している映像が使われている。